# Тулга
Тулга (узб. Toʻlgʻa, Тўлға) — міське селище в Узбекистані, в Касанському районі Кашкадар'їнської області.
Населення 1,8 тис. мешканців (1986).
Статус міського селища з 2009 року.